# Комодоро Ривадавија
Комодоро Ривадавија (шп. Comodoro Rivadavia) је град у Аргентини у покрајини Чубут. Према процени из 2005. у граду је живело 142.810 становника.

## Становништво
Према процени, у граду је 2005. живело 142.810 становника.
| 1980.  | 1991.   | 2001.   |
| ------ | ------- | ------- |
| 96.817 | 124.104 | 135.632 |